# تيم دالي (منافس ألعاب قوى)
تيم دالي (بالإنجليزية: Tim Dale)‏ هو منافس ألعاب قوى أمريكي، ولد في 15 يونيو 1954.